# La loca
La loca (psáno i La Loca, též uváděno jako Juana la Loca) je opera o třech dějstvích italsko-amerického skladatele Giana Carla Menottiho na vlastní libreto z roku 1979. Zachycuje epizody ze života španělská královny Jany Šílené a zejména její komplikovaný vztah se třemi muži určujícími její životní osudy, otcem Ferdinandem Aragonským, manželem Filipem Sličným a synem Karlem V.

## Vznik, charakteristika a historie
Menotti operu napsal pro slavnou sopranistku Beverly Sills, která jí zakončila svou kariéru. Vznikla poměrně rychle, v době příprav však ještě nebyla hotova a podle legendy musela zpěvačka skladatele zamknout v místnosti, aby partituru dokončil. Při přípravách premiéry prohlásila, že „nikdy v životě [jsem] nepracovala na nějaké postavě tak usilovně“, a vyjádřila úlevu, že vzhledem k završení její kariéry tato úloha bude „poslední nová hudba, kterou se kdy budu muset naučit“.
S Beverly Sills v titulní roli měla opera premiéru nejprve 3. června 1979 v Civic Theatre v San Diegu. Od začátku sezóny 1979/80 byla Sills ředitelkou New York City Opera a tam přenesla i inscenaci Menottiho opery. Newyorská premiéra se konala 16. září 1979 (z tohoto představení existuje i soukromý zvukový záznam). Poslední z repríz La loca 17. listopadu téhož roku byla také posledním operním představením, ve kterém vystoupila na jevišti před odchodem na odpočinek.
Kritická reakce chválila výkon hlavní hrdinky, jež se v tragické postavě královny našla („Slečna Sills zpívala to vše s fascinujícím zápalem a nasazením. Nebylo pochyb, že tato hudba přímo a konkrétně apelovala na její vnímání a city.“), její úsudek o opeře samotné však byl spíše negativní – označila ji mimo jiné za „nenapravitelně plytkou“ a „nabubřelou“.
Menotti po odchodu Sills operu stáhl a podobil revizi. Nová verze měla roku 1982 premiéru na Festivalu dvou světů v italském Spoletu a 1. června 1984 na Festivalu dvou světů v americkém Charlestonu; hlavní úlohu převzala Adriana Vanelli, mužskou trojroli Luis Otey. Ani tuto verzi však kritika nepřijala s nadšením, například kritik The New York Times označil La locu za „tristní záležitost“ a napsal: „...pan Menotti naservíroval směs smyslné žádostivosti, bodání dýkou, týraných manželek a ječících dětí; to nebyla historie, to byla hysterie. Hudba se, bohužel, příliš často jevila stejně hysterická, stejně banální, nedostávalo se jí pokoje a důstojnosti.“ – avšak s uznáním, že „Orchestrace pana Menottiho je dovedná a průzračná a v ústřední roli Juany stvořil živoucí postavu, která je zkouškou pro schopnosti kterékoli zpívající herečky. Jeho melodie jsou často přesvědčivé, nejpozoruhodněji okouzlující interakce mezi matkou a dítětem na začátku třetího jednání.“ K dalším nastudováním prozatím nedošlo.

## Osoby a první obsazení

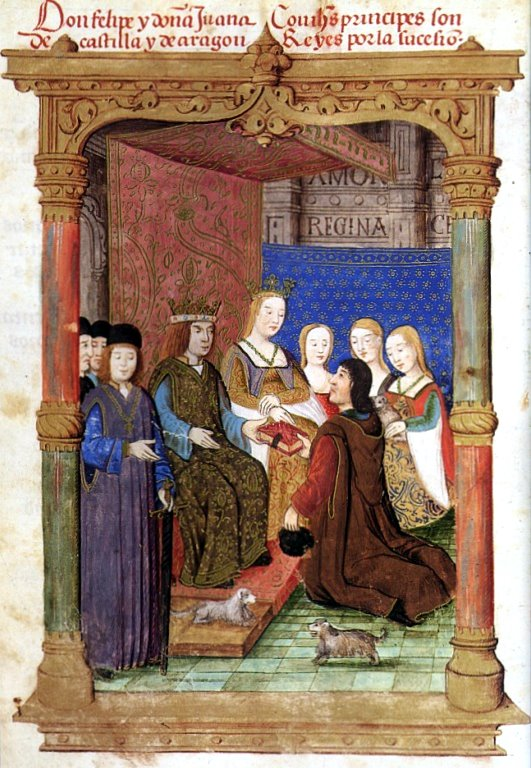
Filip Habsburský žádá o ruku Jany Kastilské. Iluminace z rukopisu Rimado de la Conquista de Granada (kolem r. 1500).

| Osoba                                                      | hlasový obor | světová premiéra (3.9.1979) |
| ---------------------------------------------------------- | ------------ | --------------------------- |
| Juana la Loca (Jana Šílená)                                | soprán       | Beverly Sills               |
| Felipe (Filip Sličný), její manžel                         | baryton      | John Bröcheler              |
| Fernando (Ferdinand), její otec                            | baryton      | John Bröcheler              |
| Carlos (Karel V.), její syn                                | baryton      | John Bröcheler              |
| Carlos (Karel V.), její syn, jako dítě                     | dětský hlas  | …                           |
| Catalina (Kateřina), její dcera                            | dětský hlas  | Nancy Coulson               |
| Ximenes, biskup toledský                                   | bas          | Robert Hale                 |
| Miguel de Ferrara                                          | tenor        | Joseph Evans                |
| Markýz de Denia                                            | bas          | Carlos Chausson             |
| Doña Manuela                                               | mezzosoprán  | Susanne Marsee              |
| Kaplan                                                     | tenor        | Vincent Russo               |
| 1. dvorní dáma                                             | soprán       | Marcia Cope                 |
| 2. dvorní dáma                                             | soprán       | Martha Jane Howe            |
| Chůva                                                      | alt          | Jane Westbrook              |
| Dvorní dámy a dvořané, kněží, pážata, stráže, služebnictvo |              |                             |
| Dirigent:                                                  | Dirigent:    | Calvin Simmons              |
| Režie:                                                     | Režie:       | Tito Capobianco             |
| Výprava:                                                   | Výprava:     | Mario Vanarelli             |

## Instrumentace
Dvě flétny, pikola, dva hoboje, anglický roh, dva klarinety, basklarinet, dva fagoty, čtyři lesní rohy, tři trubky, tři pozouny, tuba, tympány, dvě bicí soupravy, harfa, klavír, smyčce; za jevištěm: dvě trubky.

## Děj opery

### 1. dějství
(1. obraz – Lierre 1496) Na zámku v brabantském Lierre šestnáctiletá kastilská princezna Juana, v doprovodu svých dvorních dam a chůvy, s rozechvěním očekává svého předurčeného ženicha, burgundského vévodu Felipa zvaného Sličný. Vévoda přichází a s Juanou v sobě nacházejí vzájemně ihned zalíbení. Narychlo přivolaný duchovní neprodleně provádí svatební obřad.
(2. obraz – Brusel 1504) Juana sídlí s Felipem v Bruselu. Povila mu šest dětí, ale jejich soužití není šťastné, Felipe je jí často nevěrný. Po princenzině boku věrně stojí Miguel de Ferrara, její beznadějný ctitel. – K Juaně přichází poselstvo vedené toledským biskupem Ximenem a přináší jí zprávu o smrti její matky, královny Isabely. Juana je dědičkou kastilského království, ze strachu opustit Felipa se však zdráhá odjet do Španělska. To by vyhovovalo i jejímu ctižádostivému otci, aragonskému králi Fernandovi, který Juanu biskupovými ústy vyzývá, aby se koruny vzdala a správu svého království přenechala otci. Juana však odmítá, v čemž ji podporuje Miguel – jen její mateřské dědictví ji chrání před manželem, který ji nemiluje, a otcem, který baží jen po moci. Na stranu tchána se překvapivě staví Felipe, který na Juanu naléhá a dovolává se její lásky; má však v úmyslu regentství převzít sám. Juana však i jemu odolá a abdikační listinu nepodepíše. Rozzuřený Felipe ji prohlásí za šílenou a nechá ji zamknout v jejích komnatách.
(3. obraz – Burgos 1506) Felipe a Juana jsou ve Španělsku. Felipe umírá na náhlou nemoc, na jeho smrtelném loži ho konejší jeho favoritka Doña Manuela. Juana, která ji zde zastihuje, ustřihne Doně Manuele vlasy a zraní ji v tváři. Felipe prosí svou choť o odpuštění a umírá.

### 2. dějství
(Tortoles 1509) Juana, truchlící stále po svém manželovi, se zastavila na noc poblíž Torteles se svým průvodem, který zahrnuje i Miguela i rakev s Felipovou mrtvolou. Navštíví ji Fernando, který za ni již tři roky vede státní záležitosti, aby jí poskytl útěchu. Avšak přináší s sebou opět abdikační listinu, a když ji Juana opět odmítá podepsat, nechá ji prohlásit za nepříčetnou. Odvádí její služebnictvo i děti včetně mladého Carlose a ponechává u ní jen nejmladší dceru Catalinu. Stráž nad královnou, jež má být internována v klášteře klarisek v Tordesillas, má držet markýz de Denia.

### 3. dějství
(1. obraz – Tordesillas 1517) Fernando zemřel a nyní vládne Juanin syn Carlos, královna je však stále držena v klášteře. Carlos ji přichází navštívit, ale pokus o usmíření brzy ztroskotá. I on přináší matce abdikační listinu, Juana mu však dá stejnou odpověď jako jeho otci a dědovi. Její syn ji proto nechává v internaci.
(2. obraz – Tordesillas 1555) Dlouholeté vězení se podepsalo na Juanině fyzickém i psychickém stavu: nyní skutečně trpí stihomamem a přeludy. Navštěvuje ji zestárlý Miguel, z něhož se stal kněz. Královna, která musela zakusit tolik zklamání a příkoří, umírá v jeho náručí a ve smrti konečně nalézá ztracenou svobodu.